# أوجين دوهرنغ
أوجين كارل دوهرنغ (بالألمانية: Eugen Dühring)‏ (12 يناير 1833، برلين – 21 سبتمبر عام 1921، نوفافس الموجودة في بوتسدام-بابلسبرغ في العصر الحديث) فيلسوف وضعي ألماني واقتصادي، اشتراكي  وجه نقدا قويا للماركسية.

## حياته وأعماله
ولد دوهرنغ في برلين، بروسيا. بعد دراسته القانون، عمل محاميا في برلين حتى عام 1859. ضعف العينين، أصيب بضعف في بصره، أدى في نهاية الأمر إلى العمى التام، تزامن مع قيامه بالدراسات التي يرتبط اسمه الآن. في عام 1864 عين محاضرا في جامعة برلين، ولكنه، نتيجة خلاف مع الأساتذة، حُرم من رختصه للتدريس في عام 1874.
من بين أعماله رأس المال والعمل (1865)؛ قيمة الحياة (1865). الديالكتيك الطبيعي (1865)؛ تاريخ نقدي للفلسفة (حتى الوقت الحاضر من بداياته) (1869)؛ التاريخ النقدي للمبادئ العامة للميكانيكا (1872)، أحد من أكثر أعماله نجاحا؛ مسار القومية والاقتصاد السياسي (1873)؛ مسار الفلسفة (1875)، الذي كان عنوانه في طبعة لاحقة فلسفة الواقع، المنطق والنظرية العلمية (1878)؛ استبدال الدين بشيء أكثر كمالا (1883). وقد نشر أيضا المسألة اليهودية مسألة عرقية، دينية وأخلاقية (1881)، وغيرها من المؤلفات المعادية للسامية.
نشر سيرته الذاتية في عام 1882 تحت قضية، حياة وأعداء؛ كان ذكر الأعداء من سماته المميزة. فلسفة دوهرنغ تدعي بشكل قاطع أنها فلسفة الواقع. وهو متحمس في إدانته لكل ما يحاول، مثل الغموضية، أن يحجب الواقع. هو، على حد تعبير المؤرخ كارلتون ج. هايز «يكاد يكون لوكريتيا في غضبه ضد الدين» الذي من شأنه أن يسحب سر الكون من نظرتنا المباشرة. قام باستبدال الدين بمذهب قريب في العديد من النقاط من كونت وفيورباخ، وكان أولهما يشبهه في عاطفيته.
يقال إن آراء دوهرينغ الاقتصادية مستمدة إلى حد كبير من آراء فريدريش لست. فيما يتعلق بمسائل أخرى - لا سيما الموقف من اليهود - كان للرجلان آراء مختلفة جدا.

## فكره
تغيرت آراء دهرينغ بشكل كبير بعد ظهور كتاباته الأولى. مؤلفه المبكر، Natürliche Dialektik [الديالكتيك الطبيعي]، كان في روح الفلسفة النقدية. لاحقا، عند اقترابه من الوضعية (ابتداء من نشر Kritische Geschichte der Philosophie [التاريخ النقدي للفلسفة])، رفض فصل كانط للظاهرة عن نومينون، ويدعي أن عقلنا قادر على استيعاب الواقع كله. إن قدرة الأفكار على استيعاب الأشياء تكون لأنه الكون يحوي  واقعا واحدا فقط، هي المادة. ومن المهم أن نبحث عن تفسير كل من الحالتين الواعية والمادية. ولكن يجب ألا نفهم المادة، بحسب منظومته، بالمعنى العام، بل بشكل أعمق كبديل للوجود الواعي والجسدي. وبالتالي يتم تشخيص قوانين الوجود بواسطة قوانين الفكر. في هذه المنظومة المثالية، يجد دوهرنغ مجالا للغائية. غاية الطبيعة، بحسب رأيه، هي إنتاج جنس من الكائنات الواعية. بسبب ايمانه بالغائية فلا يردعه لغز الألم. ولكونه متفائلا، يؤكد أن الألم موجود لإضافة المتعة عند الارتياح الواعي منه.
في الأخلاق دهرينغ يتبع كونت في جعل التعاطف أساس الأخلاق. في الفلسفة السياسية ينادي بشيوعية أخلاقية، ويهاجم المبدأ الدارويني صراع البقاء. في علم الاقتصاد اشتهر لدفاعه عن الكاتب الأمريكي هنري كاري، الذي يجذبه من خلال نظريته للقيمة، التي توحي بالانسجام النهائي لمصالح الرأسمالي والعمال، وأيضا من خلال عقيدته للاقتصاد السياسي الوطني، التي تدعو إلى الحماية على أساس أن أخلاق وثقافة الشعب تُوطد بواسطة وجود نظام صناعي متكامل داخل حدود الدولة. كانت وطنيته حماسية، ولكنها ضيقة وحصرية. لقد أعجب كثيرا بفريدرش العظيم، وندد اليهود واليونانيين، وغوته ذو التوجه الكوسموبوليتي. وقد كانت كتاباته واضحة وقاطعة، "على الرغم مما شاباها من تشويه بسبب الغطرسة وسوء المزاج، وأوجه القصور التي يمكن أن عذرها بسبب مرضه الجسدي.”

## تراثه
يُتذكر دوهرنغ بشكل رئيسي بسبب نقد إنجلز لآرائه في كتاب ضد دوهرنغ: ثورة السيد أوجين دوهرينغ في العلوم. كتب إنجلز كتابه ضد دوهرنغ في مواجهة أفكار دوهرنغ، التي كان لها بعض المرديدين بين الديمقراطيين الاشتراكيين الألمان. كما كان أيضا الممثل الأبرز لاشتراكية تلك الحقبة التي هاجمها نيتشه في أعماله اللاحقة. معظم أعمال دوهرينغ لما تترجم لللغة الإنجليزية، باستثناء المسألة اليهودية.
تميزت فلسفة دوهرنغ «بالمادية البطولية». هاجم الرأسمالية، الماركسية، المسيحية المنظمة واليهودية. يعتقد العديد من العلماء أن ابتكار دوهرنغ لصياغة حديثة لمعاداة للسامية ساعد في إقناع تيودور هرتزل أن الصهيونية كانت الجواب الوحيد.

## راجع أيضا
- فريدريش لست

## الحواشي
1. 1 2  Encyclopædia Britannica | Eugen Duhring (بالإنجليزية), QID:Q5375741
2. 1 2  Brockhaus Enzyklopädie | Karl Eugen Dühring (بالألمانية), OL:19088695W, QID:Q237227
3. 1 2  Proleksis enciklopedija | Karl Eugen Dühring (بالكرواتية), QID:Q3407324
4. ↑  Dalibor Brozović; Tomislav Ladan (1999.), Hrvatska enciklopedija | Karl Eugen Dühring (بالكرواتية), Leksikografski zavod Miroslav Krleža, OL:120005M, QID:Q1789619 {{استشهاد}}: تحقق من التاريخ في: |publication-date= (help)
5. ↑  А. М. Прохорова, ed. (1969), Большая советская энциклопедия: [в 30 т.] (بالروسية) (3rd ed.), Москва: Большая российская энциклопедия, Дюринг Евгений, OCLC:14476314, QID:Q17378135
6. ↑  А. М. Прохорова, ed. (1969), Большая советская энциклопедия: [в 30 т.] (بالروسية) (3rd ed.), Москва: Большая российская энциклопедия, Дюринг Евгений, OCLC:14476314, QID:Q17378135
7. ↑  Hayes, A Generation of Materialism, 1941, p. 128
8. ↑  "It would be better to read Herr Dühring's chapter on mercantilism in the 'original', that is, in F. List's National System, Chapter 29.
9. ↑  "Eugen Dühring", a lecturer at the university of Berlin, declared that List's doctrines represented 'the first real advance' in economics since the publication of The Wealth of Nations. "نسخة مؤرشفة". مؤرشف من الأصل في 2019-05-29. اطلع عليه بتاريخ 2019-06-03.{{استشهاد ويب}}:  صيانة الاستشهاد: BOT: original URL status unknown (link)
10. ↑  "Up to the time of Philip II.
11. ↑  Henry Sturt (1911)
12. ↑  Dühring، Eugen (1997). Eugen Dühring on the Jews. Nineteen Eighty Four Press. ص. 228. ISBN:0-906879-31-0.

## روابط خارجية
- أوجين دوهرنغ على موقع الموسوعة البريطانية (الإنجليزية)